# Krasnoje Snamja (Schiff)
Die Krasnoje Snamja (Красное Знамя – Rotes Banner) war ein Kanonenboot der sowjetischen Marine, das ursprünglich als Chrabry (russisch Храбрый – der Kühne) für die Kaiserlich Russische Marine gebaut wurde.
Sie war ein artilleristisch und antriebsmäßig modifiziertes Halb-Schwesterschiff der Grosjaschtschi-Klasse, die aus der Grosjaschtschi (russ. Грозящий), der Gremjaschtschi (russ. Гремящий) und der Otwaschny (russ. Отважный) bestand.

## Einsätze
Die Chrabry stand zusammen mit der Grosjaschtschi während des gesamten Ersten Weltkriegs im Ostseeraum im Kampf und war an den meisten bedeutenden Aktionen, wie dem Kampf um die Rigaer Bucht 1915, der Abwehr des deutschen Ösel-Unternehmens im Herbst 1917 sowie dem Eismarsch der Baltischen Flotte beteiligt. Dabei wurden die beiden Schiffe meist als Deckung von Zerstörern und zur Küstenbeschießung eingesetzt. 1922 erfolgte die Umbenennung des Bootes in Krasnoje Snamja.
Nach dem den Winterkrieg beendenden Frieden von Moskau zwischen Finnland und der Sowjetunion wurde das Boot auf Lavensaari, einer der neu okkupierten Inseln im Finnischen Meerbusen, stationiert. Am 18. November 1942 griffen drei finnische Schnellboote im Zuge des sogenannten Fortsetzungskriegs den Hafen von Lavisaari an und versenkten die Krasnoje Snamja mittels eines Torpedotreffers. Das Schiff sank am folgenden Morgen und wurde erst 13. November 1943 gehoben und am 17. September 1944 wieder in Dienst gestellt.
Das Boot wurde erst 1956 außer Dienst gestellt und 1960 beginnend bis 1962 abgewrackt.